# Етуш Володимир Абрамович
Е́туш Володи́мир Абра́мович (рос. Влади́мир Абра́мович Э́туш; 6 травня 1922, Москва — 9 березня 2019, там само) — російський актор, театральний педагог. Народний артист СРСР (1984). Лауреат Державної премії Росії (2001). Професор (1976).

## Життєпис
Народився 6 травня 1922 року.
Закінчив театральне училище імені Бориса Щукіна (1945).
Працював в театрі імені Є. Вахтангова.
Помер 9 березня 2019 року.

## Фільмографія
- 1964 — «Голова» — Калоєв
- 1966 — «Кавказька полонянка, або Нові пригоди Шурика» — товариш Саахов
- 1968 — «Соляріс» — Снаут
- 1969 — «Стара, стара казка» — Трактирник, Король
- 1971 — «Дванадцять стільців» — інженер Брунс
- 1973 — «Іван Васильович змінює професію» — Шпак
- 1973 — «Невиправний брехун» — принц Бурухтан Другий-Другий
- 1975 — «Пригоди Буратіно» — Карабас-Барабас
- 1978 — «31 червня» — Мальгрім
- 1993 — «Браві хлопці»
- 2004 — «Три мушкетери» — батько д'Артаньяна